# Église Sainte-Catherine-d'Alexandrie de Topol pri Medvodah
Pour les articles homonymes, voir Église Sainte-Catherine-d'Alexandrie et Église Sainte-Catherine.
L'église Sainte-Catherine-d'Alexandrie (slovène : cerkev sv. Karatina Aleksandrijska) est un édifice religieux catholique situé à Topol pri Medvodah (sl) (commune de Medvode), en Slovénie.

## Histoire
L'édifice date du XVIIe siècle. Entre 1919 et 1920, l'autel et le presbytère sont peints par I. et H. Vurnik.